# Manouri

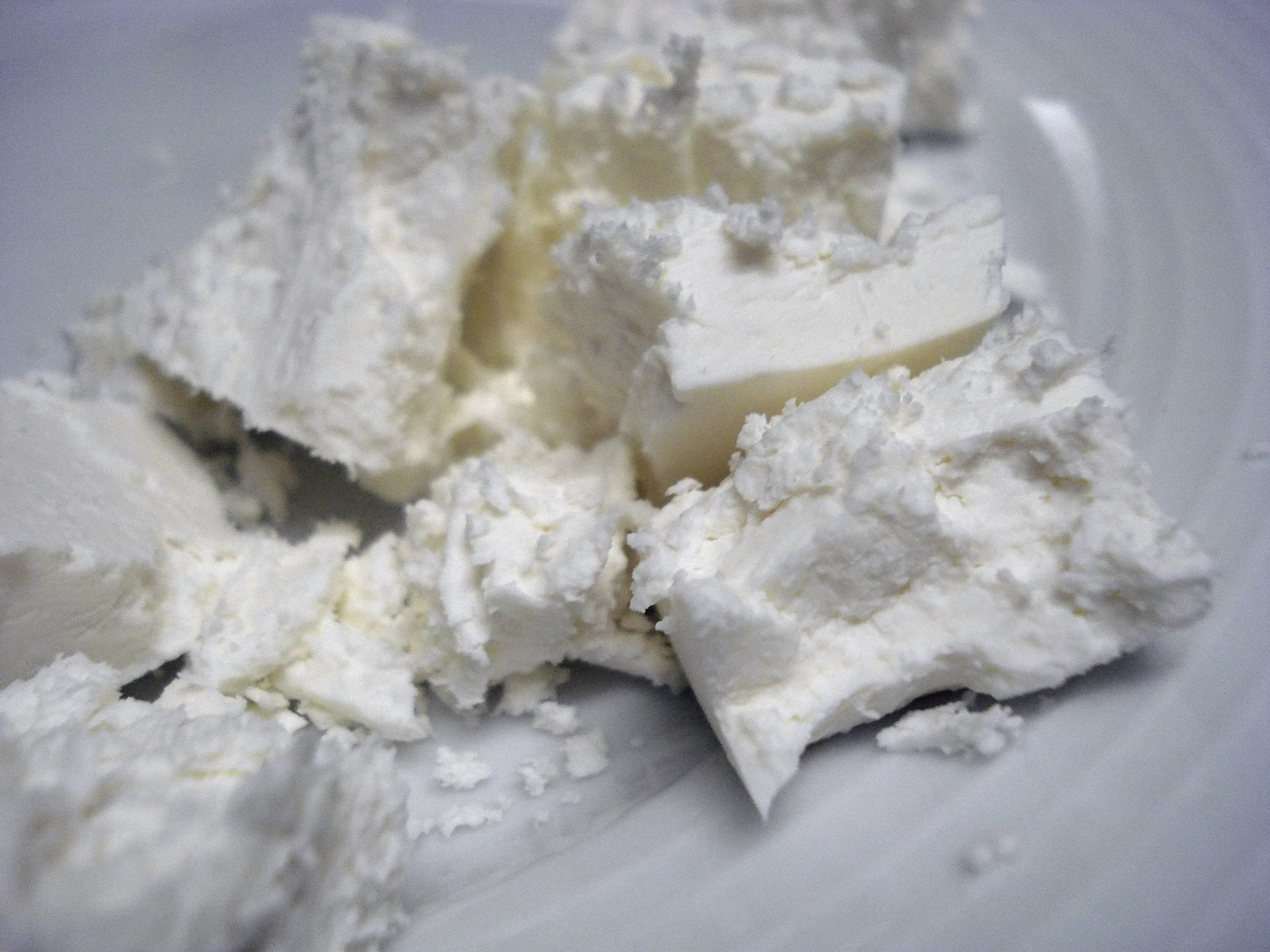
Queso Manouri

Manouri (Μανούρι en griego) es un queso griego con denominación de origen protegida a europeo desde 1996. El manouri se produce en Macedonia central y occidental, Tesalia.
Se elabora con el suero de leche de oveja o combinada con leche de cabra. Su elaboración se asemeja a la del feta o el kefalotyri. Se produce también a partir de cuajada y crema fresca de leche. Resulta un queso muy graso. Tiene un máximo del 60% de humedad y un mínimo de 70% de materia grasa. Carece de corteza. La textura es húmeda, suave y cremosa. El color de la pasta es blanco. En cuanto al sabor, comienza suave y mantecoso para acabar con un regusto a limón.
Puede usarse para cocinar platos como la Spanokopita o en ensalada. También puede tomarse acompañado con fruta, miel y nueces como postre. Marida bien con un vino blanco griego ligero, o una de las cepas Sauvignon Blanc o Pinot Gris. 

## Εnlaces externos
- Manouri Archivado el 18 de noviembre de 2012 en Wayback Machine.

- Datos: Q94606